# Samarahan (district)
Samarahan is een district in de Maleisische deelstaat Sarawak.
Het district telt 88.000 inwoners op een oppervlakte van 590 km².